# Dimère de (cyclopentadiényl)molybdène tricarbonyle
Le dimère de (cyclopentadiényl)molybdène tricarbonyle est un complexe organomolybdène (en) de formule chimique [(η5-C5H5)Mo(CO)3]2. Il s'agit d'un solide rouge foncé dont la molécule adopte une géométrie en tabouret de piano. Le dimère présente deux conformères, gauche et anti. Les six ligands sont terminaux, sans ligand pontant. La longueur de la liaison Mo–Mo vaut 323,25 pm. 
On le prépare en traitant de l'hexacarbonyle de molybdène Mo(CO)6 par le cyclopentadiénure de sodium Na(C5H5) puis en oxydant le complexe (C5H5)NaMo(CO)3 résultant. D'autres méthodes ont été développées à partir de Mo(CO)3(CH3CN)3 au lieu de Mo(CO)6.
La thermolyse de ce composé dans le diglyme CH3O–CH2CH2–O–CH2CH2–OCH3 conduit à sa décarbonylation en tétracarbonyle, qui présente une liaison triple entre les deux atomes de molybdène, avec une longueur de 244,8 pm :
[(η5-C5H5)Mo(CO)3]2 ⟶ [(η5-C5H5)Mo(CO)2]2 + 2 CO.
Le dimère de (cyclopentadiényl)molybdène dicarbonyle résultant peut alors se lier à une grande variété de composés avec sa triple liaison Mo≡Mo.

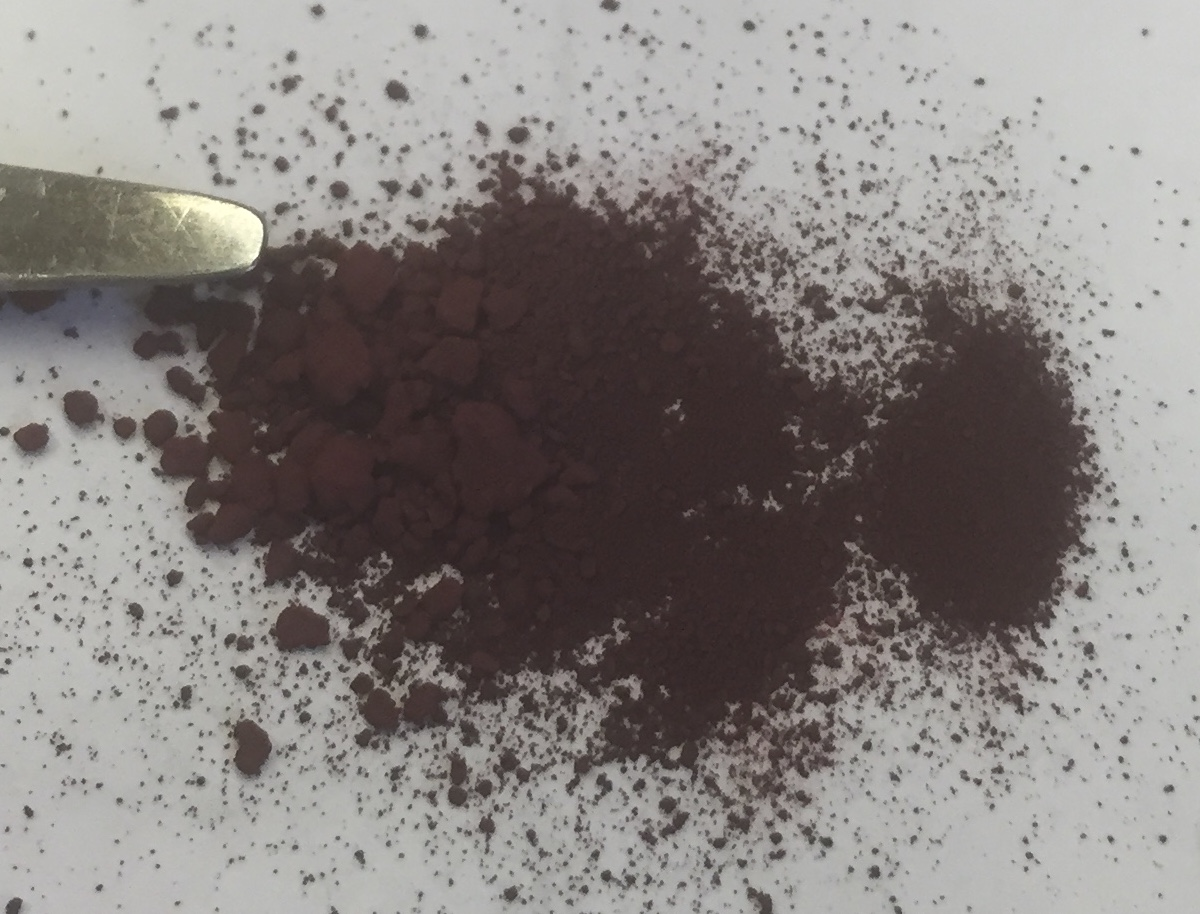
Échantillon de [(η5-C5H5)Mo(CO)3]2.